# Ghiacciaio Ashton
Il ghiacciaio Ashton (in inglese Ashton Glacier) è un ghiacciaio lungo circa 15,3 km situato sulla costa di Black, nella parte orientale della Terra di Palmer, in Antartide. Il ghiacciaio, il cui punto più alto si trova a circa 515 m s.l.m., fluisce in direzione est-sud-est a partire dal monte Thompson fino ad entrare nel lato nord-occidentale dell'insenatura di Lehrke, andando così ad alimentare la piattaforma glaciale Larsen D.

## Storia
Il ghiacciaio Ashton fu scoperto da alcuni membri del Programma Antartico degli Stati Uniti d'America di stanza alla base Est nel 1939-41 durante una ricognizione aerea del dicembre 1940. Nel 1947 il ghiacciaio fu mappato da una squadra formata da membri della spediziona antartica condotta tra il 1947 e il 1948 al comando di Finn Rønne e da membri del British Antarctic Survey, che all'epoca si chiamava ancora Falkland Islands and Dependencies Survey (FIDS). Proprio il FIDS lo ribattezzò così in onore di L. Ashton, un carpentiere al seguito della spedizione del FIDS di stanza a Porto Lockroy nel 1944-45 e alla baia Speranza nel 1945-46.